# 서울개일초등학교
서울개일초등학교(서울開一初等學校)는 대한민국 서울특별시 강남구에 있는 공립 초등학교이다.

## 학교 연혁
- 1987년 11월 17일: 개교
- 1989년 2월 17일: 제1회 졸업(196명)
- 1991년 9월 1일: 제2대 임관순 교장 취임
- 1996년 9월 1일: 제3대 이정애 교장 취임
- 1998년 9월 1일: 제4대 신종대 교장 취임
- 2000년 9월 1일: 제5대 김정자 교장 취임
- 2001년 5월 3일: 제6대 송재룡 교장 취임
- 2006년 9월 1일: 제7대 신명수 교장 취임
- 2010년 9월 1일: 제8대 김기운 교장 취임
- 2012년 3월 1일: 제9대 이홍길 교장 취임
- 2015년 9월 1일: 제10대 이재옥 교장 취임
- 2019년 3월 1일: 제11대 배혜경 교장 취임
- 2020년 2월 11일: 제32회 졸업식(194명)
- 2020년 4월 16일: 온라인 개학식(4~6학년)
- 2020년 4월 20일: 온라인 개학식(1~3학년)
- 2027년 11월 17일: 개교 40주년

## 참고 자료
- 서울개일초등학교 - 한국교육학술정보원 학교알리미